# Фунакоси, Кацунаро
Кацунаро Фунакоси (яп. 舟越桂; 25 мая 1951, Мориока, Иватэ, Япония — 29 марта 2024, Токио, Япония) — японский скульптор. Один из ведущих деятелей изобразительного искусства Японии.

## Биография
Родился в семье скульптора Ясутаки Фунакоси. В 1971—1975 годах учился в университете искусства и дизайна, с 1975 по 1977 год — в Токийском национальном университете изобразительных искусств и музыки.
Жил и работал в Токио. Деревянные скульптуры Фунакоси выполнены из камфорного дерева в средневековой технике резьбы («Мадонна с младенцем», 1977); в основном это поясные обобщенные портреты-аллегории в натуральную величину («Портрет моей жены», 1981; «Луна бежит», 1995). При этом оставлял видимым как структуру древесины, так и следы резьбы, часть головы скульптуры не окрашена.
Выставлял свои работы на Венецианской биеннале (1988), Биеннале искусства в Сан-Паулу (1989), Сиднее (1992), выставке documenta IX в Касселе (1992), Шанхайской биеннале (2000). Кроме того, его работы представлены в нескольких художественных музеях в Японии и других странах.
Скончался 29 марта 2024 года от рака лёгких в возрасте 72 лет.